# Popołudnie fauna (preludium)
Preludium do „Popołudnia fauna” fr. Prélude à l'Après-midi d'un faune – poemat symfoniczny skomponowany przez Claude’a Debussy’ego w 1894, oparty na poemacie Stéphane’a Mallarmégo Popołudnie fauna (fr. L'Après-midi d'un faune). 
Utwór uważany przez krytyków i muzykologów za arcydzieło muzycznego impresjonizmu, ale też odnoszące się do symbolizmu lub szerzej – modernizmu, dające początek muzyce XX wieku. Wraz z wierszem Mallarmégo był inspiracją i muzycznym akompaniamentem baletu Wacława Niżyńskiego Popołudnie fauna. Wszystkie trzy dzieła zajmują centralną pozycję w swoich gatunkach artystycznych i mają istotny udział w rozwoju sztuki współczesnej.

## Premiera
Światowe prawykonanie odbyło się 22 grudnia 1894 w Société Nationale de Musique w Paryżu, pod dyrekcją Gustave’a Doreta i z partią solową flecisty Georgesa Barrère’a. Polska premiera miała miejsce w Warszawie w 1923.

### Recepcja po premierze
Mallarmé nie był zachwycony pomysłem napisania muzyki do jego poematu. Jednak po wysłuchaniu Preludium Debussy’ego zmienił zdanie:

Pańska ilustracja do Popołudnia fauna nie dość, że nie tworzy dysonansu z moim tekstem, ale posuwa się dalej jeszcze w nostalgii i świetle, subtelnie, z obezwładniającym uczuciem i okazałością.

Paryska premiera okazała się sukcesem na tyle dużym, że dyrygent Gustave Doret musiał powtórzyć wykonanie utworu następnego dnia. Ocena krytyków nie była jednak jednoznaczna. Obok aplauzu pojawiły się też głosy zbulwersowanych rzekomym brakiem w utworze jakiejkolwiek formy, czy – w opinii Charlesa Darcoursa z „Le Figaro” – eksperymentami z barwą brzmienia, które „są zabawne w pisaniu, ale nie w słuchaniu”. 

## Charakterystyka utworu
Debussy kilkakrotnie przymierzał się do muzycznego zilustrowania wiersza Mallarmégo. Jednym z pomysłów była trzyczęściowa suita, składająca się z preludium, interludium i finałowej parafrazy. Ostatecznie zrezygnował z tryptyku i sprowadził całość do formy prostego, 110-taktowego preludium.
Zamysłem Debussy’ego nie była synteza treści poematu Mallarmégo wyrażona środkami muzycznymi, ale oddanie impresji wywołanej poezją. Kompozytor unikał dosłownej ilustracyjności i bardziej sugerował niż naśladował „najdelikatniejsze dźwięki i szepty przyrody”. Treść pozamuzyczną preludium scharakteryzował dość enigmatycznie, określając ją jako serię marzeń sennych rodzących się w głowie fauna podczas leniwego popołudnia, po wcześniejszej pogoni za nimfami. 

## Budowa
Cechą charakterystyczną Preludium jest jego niejednoznaczna tonalność, zaburzona chromatyką, skalą całotonową i dysonansami z nierozwiązanymi napięciami tonalnymi. Fragmenty czyste tonalnie pojawiają się jedynie w miejscach ważnych dla struktury utworu. 
Dwa pierwsze takty tematu otwarcia są chromatyczną kombinacją tonów i półtonów, mieszczących się w obrębie trytonu. Linia melodyczna taktów trzeciego i czwartego rozszerza się do oktawy i może być postrzegana jako odpowiednio diatoniczna i dorycka zaczynająca się od dźwięku Cis.

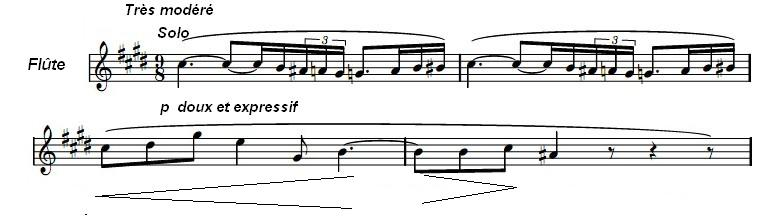
Claude Debussy, pierwsze cztery takty Preludium do „Popołudnia fauna”

Struktura utworu jest trzyczęściowa z dodaną codą. Część pierwsza ma również wewnętrzny trójpodział, a otwierający temat grany przez flet (takty 1–30) jest powtórzony na oboju (takty 37–54). Część trzecia jest skróconą, zmodyfikowaną repryzą części pierwszej.
Faktura muzyczna utworu jest w zasadzie homofoniczna, z kilkoma monofonicznymi wyjątkami, jak początkowe solo na flecie, podwojenie linii melodycznej instrumentów (w tym także w oktawie), homorytmia waltorni i skrzypiec w części pierwszej.

## Instrumentarium
(na podstawie materiałów źródłowych )
- 3 flety
- 2 oboje
- rożek angielski
- 2 klarnety
- 2 fagoty
- 4 waltornie
- 2 harfy
- 2 krotale

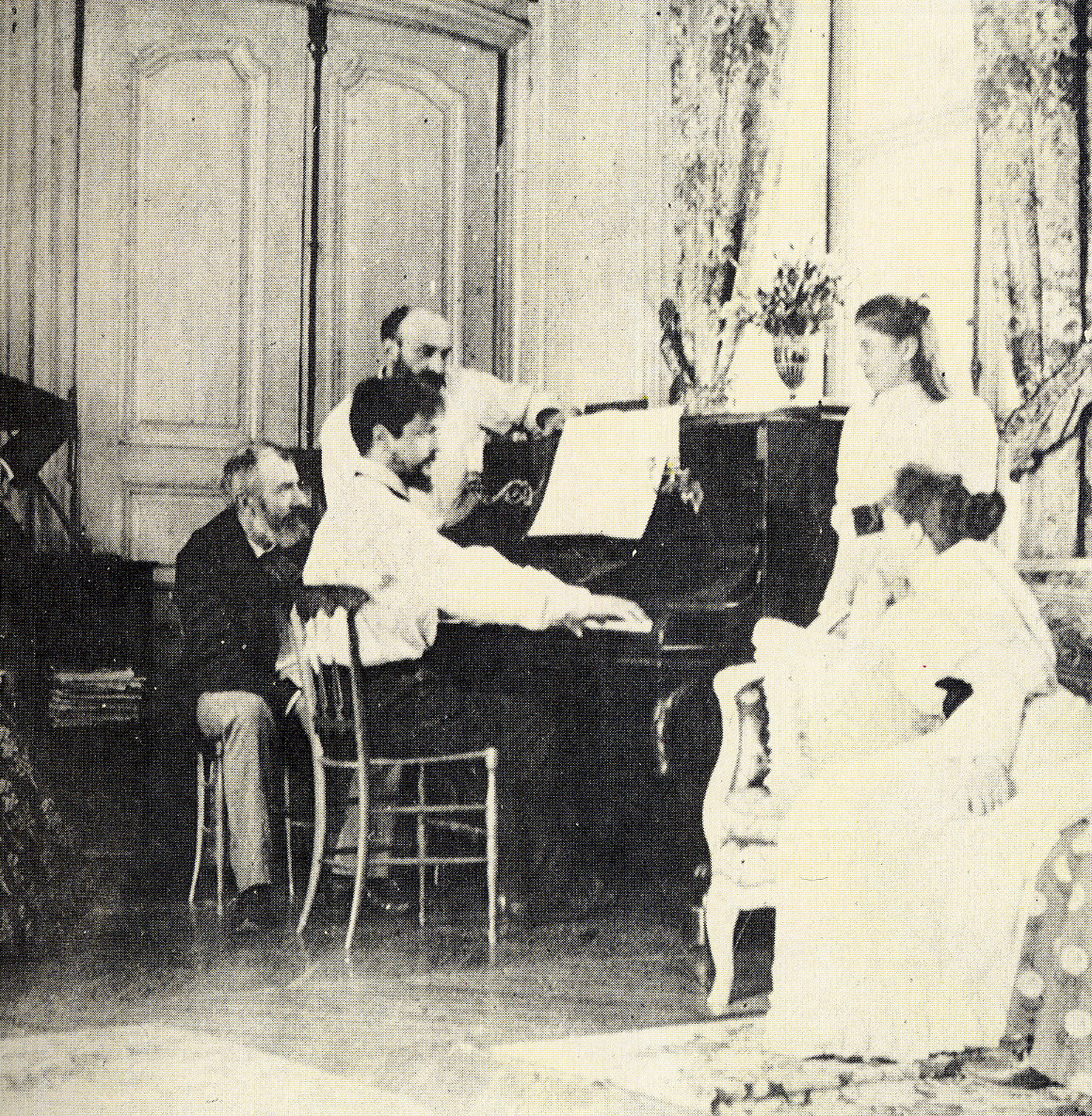
Debussy przy pianinie (1893)

- instrumenty smyczkowe (kwintet smyczkowy):
I skrzypce
II skrzypce
altówka
wiolonczela
kontrabas